# Référendum lituanien de juin 1992
Le référendum lituanien de 1992 est un référendum ayant eu lieu le 14 juin 1992 en Lituanie. Il vise à pousser les troupes soviétiques à se retirer du pays. Il a eu une participation de 76,1 %. La question a été approuvée à 92,6 %.